# 謎めいた肌
『謎めいた肌』 （なぞめいたはだ）または 『ミステリアス・スキン』 は、1995年にスコット・ヘイムが発表した小説、またはこの小説を原作として日系アメリカ人監督のグレッグ・アラキによる青春ドラマ映画。原題はMysterious Skin（日本語訳の『謎めいた肌』は2005年出版の『少年への性的虐待』より）。

## あらすじ
4万人の人々が暮らす、カンザス州ハッチンソンに住む少年達。二人の少年はリトルリーグに入団していた。だが、その男性コーチは性的虐待を行う人間であり、その2人を食い物にした。
やがて、大人になり二人は再会し、ようやくまともに被害体験を話せるようになる。だが、そのうちの一人はその体験が忘れられずに強迫的な男娼となり、もう一人はその時の記憶を喪失しエイリアンに連れ去られるという幻想を持ってしまっていた。

## 刊行情報
- 出版社  :  ハーパーコリンズ・ ジャパン (2016/3/17)
- 発売日  :  2016/3/17
- 言語  :  日本語
- 文庫  :  496ページ
- ISBN-10  :  4596550190
- ISBN-13  :  978-4596550194[1]

## 映画
2004年の第61回ヴェネツィア国際映画祭で初披露された。日本では2005年の東京国際レズビアン&ゲイ映画祭で上映された後、長らく劇場未公開だったが、2025年4月25日より劇場公開された。

### キャスト
- ニール・マコーミック: ジョセフ・ゴードン＝レヴィット
  - 幼少期: チェイス・エリソン（英語版）
- ブライアン・ラッキー: ブラディ・コーベット
  - 幼少期: ジョージ・ウェブスター
- ウェンディ: ミシェル・トラクテンバーグ
  - 幼少期: ライリー・マグワイア
- エリック・プレストン: ジェフリー・リコン（英語版）
- アヴァリン・フリーゼン: メアリー・リン・ライスカブ
- エレン・マコーミック: エリザベス・シュー
- コーチ: ビル・セイジ

### 受賞歴
2004年
- ヴェネチア国際映画祭 オリゾンティ部門 公式出品
- トロント国際映画祭公式出品
- ベルゲン映画祭最優秀作品賞 受賞
- GLAADメディア賞 ノミネート

2005年
- サンダンス映画祭公式出品
- シアトル国際映画祭ゴールデン・スペース・ニードル賞（最優秀監督賞：グレッグ・アラキ／最優秀男優賞：ジョセフ・ゴードン＝レヴィット）受賞
- ロッテルダム国際映画祭 Moviezone賞 受賞
- ブリスベン国際映画祭 インターフェイス賞 受賞
- ヴィレッジ・ヴォイス映画投票 第6位
- オーストラリア映画批評家協会賞（FCCA） 最優秀外国語映画賞 ノミネート
- ゴッサム・インディペンデント映画賞 ブレイクスルー俳優賞（ジョセフ・ゴードン＝レヴィット）ノミネート

2006年
- クロトゥルーディス賞 最優秀脚色賞 ノミネート／最優秀作品賞 ノミネート
- インディペンデント・スピリット賞 最優秀監督賞 ノミネート
- ポリッシュドアップルアワード 最優秀映画賞
- アイスランドクィア映画祭 最優秀フィクション作品賞

2014年
- シェリ・シェリ映画祭（パリLGBTQIA+映画祭）公式出品

### 製作
この映画が製作に入る頃、ジョセフ・ゴードン＝レヴィットとミシェル・トラクテンバーグの二人は、金儲けが主な目的ではないインディーズ映画を探していた。トラクテンバーグはプラハでユーロトリップ（2004年）を撮影中に初めて脚本を受け取り、すぐに製作に参加することを決めた。ゴードン＝レヴィットは、製作に参加させてくれたグレッグ・アラキを特に称賛し、2005年のインタビューで「これは私にとって本当に変わった役で、私がこのような役を演じられると信じてくれたグレッグには本当に感謝しています。私は良い子、賢い子、面白い子、怒っている子も演じてきましたが、グレッグは私をセクシーと呼んでくれた最初の人で、そのことには本当に感謝しています。」とコメントした。アラキは、 マニック（2001年）でゴードン＝レヴィットを見て、1年以上仕事探しに苦労していた彼にアプローチをした。
低予算で制作されたこの映画の撮影は2003年8月に始まり、わずか3週間で終了したため、出演者やスタッフは撮り直しを行う余地がなかった。
子役たちが物語の性的・虐待的側面に触れないように、さまざまな対策が講じられた。両親には撮影台本全体を見せて確認させたが、少年たちには演じる活動のみを書いた別の台本が渡され、彼らの役割や登場人物の関係は無邪気な言葉で説明された。子どもが関わる性的虐待はすべて直接描写されるのではなく暗示されており、この誘惑や虐待が行われる場面は、各俳優が単独で演技しカメラに向かっている状態で撮影され、編集された。これは、子どもたちが他の登場人物の虐待的な役柄に悩まされるのを避けるためであった。
また、コーチ役を演じたビル・セージは、自身も幼少期に児童性的虐待を受けた経験から、児童性的虐待者を卑劣な社会ののけ者とみなすのではなく、羊の皮をかぶった狼のような人物像とすることを好んだ。
「私を虐待した男は、8年生の教師でコーチも務め、既婚者で、誰からも尊敬されていました。彼が地域社会の柱とみなされていたことが、またもや追い打ちをかけられたように感じました。」
「このキャラクターを、好感の持てる、心を和ませるキャラクターにしようと心に決めました。」「一部の人は動揺したでしょうが、普通の虐待者がいかにして描かれるか、そして搾取がいかにして愛の表現のように歪められるかを示す必要があったのです。」と述べている。

### 評価
『ミステリアス・スキン』は、映画批評集積サイトのRotten Tomatoesで116件のレビューに基づき86%の評価を受け、平均評価は10点満点中7.40点、同サイトの意見では、「大胆な演技と繊細で的確な演出により、トラウマと虐待のこの難しい物語を、考えさせられる、心に響く体験にしている」とされている。加重平均を用いるMetacriticでは、この映画は32人の批評家による概ね好意的なレビューに基づき、100点満点中74点を獲得している。
LAウィークリーのエラ・テイラーは「歪んでいるが、美しく、奇妙に希望に満ちた成長物語」と書いた。ロジャー・エバートはミステリアス・スキンに4つ星中3.5つ星を与え、「児童虐待を扱ったこれまで見た映画の中で、最も悲惨で、奇妙なことに最も感動的な映画」と評した。フィラデルフィア・インクワイアラーのスティーブン・レイは、この映画に4つ星中3つ星を与え、「ミステリアス・スキン」は最終的に「生々しくひどい主題を、挑戦的かつ啓発的な方法で扱うことに成功している」と述べた。

## 関連書籍
- 『Betrayed as Boys: Psychodynamic Treatment of Sexually Abused Men』 (Richard B. Gartner, 1999) ISBN 1-57230-644-0
- (日本語訳) 『少年への性的虐待 男性被害者の心的外傷と精神分析治療』 (リチャード・B・ガートナー、訳2005) ISBN 4-86182-013-8

著者のリチャード・B・ガートナーは、男性への性的虐待問題についての専門家の一人で、「少年に対する児童性的虐待の長期的な影響を非常に正確に描写している。」と、この小説に高い評価を下している。